# Mjölkvakt

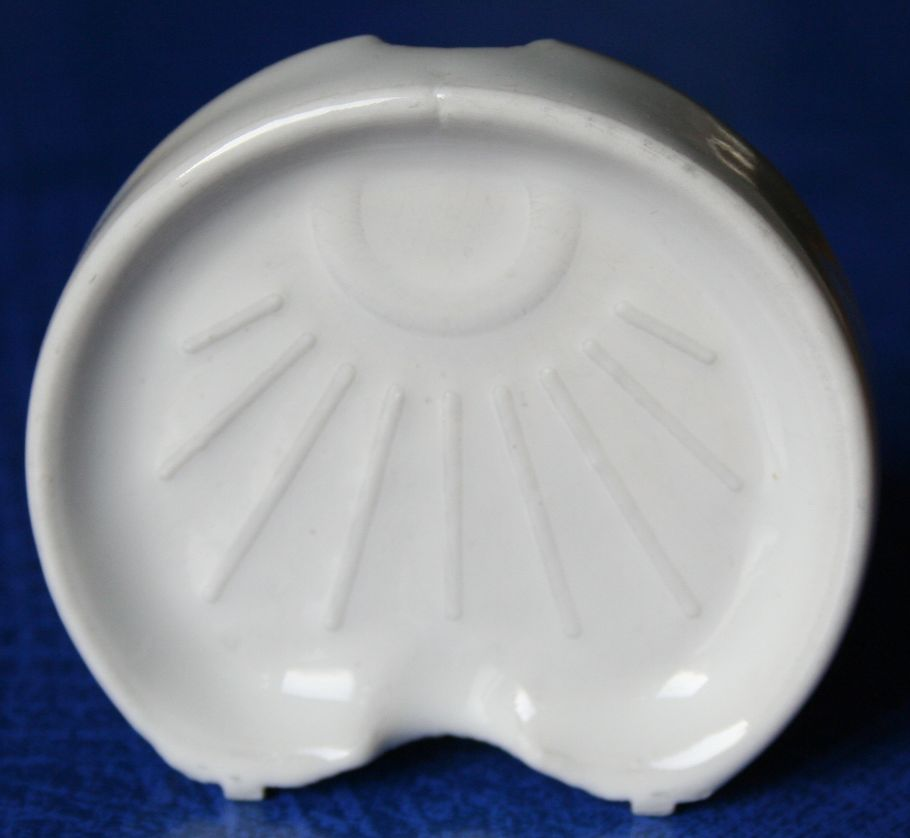
Mjölkvakt, gjord av porslin.

En mjölkvakt eller grytvakt är ett köksredskap som placeras på botten av en kastrull och därmed förhindrar vätskor från att koka över, även för att minska risken att kokande mjölk bränner vid.
En mjölkvakt består av en platta med en upphöjd kant och har en skåra på en sida. Vissa mjölkvakter är designade så att de kan användas med motsatt sida uppåt, så att det ser ut som om att de har två skåror. Insidan av plattan är inte slät utan är vinklad uppåt mot den skårade sidan vilket skapar ett utrymme precis bakom skåran där vattenånga kan samlas. Vattenånga fångas under mjölkvakten, vilket leder till att den skårade sidan stiger upp och släpper ut vattenångan och samtidigt cirkulerar vätska runt botten på grytan och gör ett skramlande läte.

## Historia
Mjölkvakten uppfanns av Vincent Hartley år 1938 och blev särskilt populär i latinska länder.

## Funktion
Normalt så kokar inte vatten över, men när fetter, stärkelser och några andra substanser finns i kokande vatten, till exempel när man lägger till mjölk eller pasta så kan överkokning ske. En hinna bildas på ytan av den kokande vätskan. Grädde kan exempelvis koka över när mjölkfetter separeras från mjölken. Den ökade viskositeten hos vätskan leder till att ångbubblorna formar skum under hinnan, vilket i sin tur trycker hinnan upp och över kanten på grytan och därmed kokar över. En mjölkvakt avbryter denna process genom att samla små bubblor av ånga till en enda stor bubbla och släppa den på ett sätt som kan punktera hinnan på ytan. Mjölkvakten skallrar dessutom när överkokning sker, vilket varnar kocken som då kan sänka temperaturen på spisplattan.
Genom att cirkulera vätska i botten av grytan kan mjölkvakten dessutom förhindra att material deponeras och eventuellt bränns på grytans botten.